# Mazisi Kunene
Mazisi kaMdabuli Kunene (Durban, Sud-àfrica, 12 de maig de 1930 - 11 d'agost de 2008) va ser un poeta sud-africà conegut pel seu poema Emperor Shaka the Great. Mentre estava exiliat del règim d'apartheid de Sud-àfrica, Kunene era un partidari actiu i organitzador del moviment anti-apartheid a Europa i Àfrica. Posteriorment, impartirà classes a la UCLA i es converteix en un dels poetes més llorejats d'Àfrica i Sud-àfrica.

## Primers anys
Kunene va néixer a Durban, a la moderna província de KwaZulu-Natal. Des de molt aviat va començar a escriure poemes i relats en zulu i, amb onze anys, va ser publicat en diaris locals. Més tard va emprendre un màster a la Universitat de Natal en zulu i història i més tard un altre en poesia zulu. La seva tesi fou An Analytical Survey of Zulu Poetry, Both Traditional and Modern. Hi criticava la naturalesa canviant de la literatura zulu i la seva emulació de la tradició occidental. Va guanyar la Competició Literària Bantu en 1956 i va marxar a estudiar a l'Escola d'Estudis Orientals i Africans de Londres en 1959.

## Carrera
Es va oposar al govern de l'apartheid com a cap del Front Africà Unit. Fugint a l'exili del país el 1959, va ajudar a impulsar el moviment anti-apartheid a Gran Bretanya entre 1959-1968. Kunene estava estretament relacionat amb el Congrés Nacional Africà, convertint-se ràpidament en el seu principal representant a Europa i als Estats Units el 1962. He més tard es convertiria en director de finances de l'ANC l'any 1972. Es va convertir en professor de literatura africana a la Universitat de Califòrnia a Los Angeles el 1975 després de fer classes a diverses universitats com a assessor cultural per la UNESCO. Va romandre a la UCLA durant gairebé dues dècades i es va retirar el 1992.

### Treballs literaris
Kunene va escriure i va publicar poesies des dels inicis de la seva vida. Els seus treballs van ser escrits originalment en zulu i traduïts a l'anglès. El govern de Sud-àfrica va prohibir les seves obres el 1966. En 1970 Kunene va publicar Zulu Poems, una antologia de poemes que van des de "la reflexió moral fins al comentari polític".
A Emperor Shaka the Great, publicat en anglès en 1979, Kunene contra la història dels sorgiment dels zulus sota Shaka. El col·laborador de World Literature Today Christopher Larson la va descriure com una empresa i un assoliment monumentala per qualsevol norma. Aquest treball extremadament nacionalista va traçar el creixement de la nació zulu sota Shaka, ja que va reformar l'exèrcit i la nació i va conquistar a moltes de les tribus de Zululàndia.
Anthem of the Decades:A Zulu Epic publicat a l'anglès el 1981, explica la llegenda dels zulu sobre com la mort es torna humana. En 1982, Kunene va publicar una segona col·lecció de poemes titulats The Ancestors and the Sacred Mountain: Poems contenint 100 dels seus poemes. Aquesta col·lecció feia especial èmfasi en els temes sociopolítics.

## Darrers anys
Kunene va tornar a Sud-àfrica el 1992, on va ensenyar a la Universitat de Natal fins a la seva jubilació. La UNESCO el va convertir en poeta llorejat d'Àfrica el 1993, el mateix any en què fou guardonat amb el Premi Tchicaya U Tam'si de Poesia Africana i el 2005 es va convertir en el primer poeta llorejat de Sud-àfrica. Va morir l'11 d'agost de 2006 a Durban després d'una llarga lluita contra el càncer. El van sobreviure la seva esposa Mathabo, la seva filla Lamakhosi Zosukuma i els seus fills Ra i Rre.

## Obres
Obres poètiques:
- Zulu Poems. New York, Africana Publishing Corporation, 1970
- Emperor Shaka the Great: A Zulu Epic. London, Heinemann, 1979 (transcription and translation of traditional epic)
- Anthem of the Decades: A Zulu Epic Dedicated to the Women of Africa. London, Heinemann, 1981
- The Ancestors and the Sacred Mountain: Poems. London, Heinemann, 1982
- Isibusiso Sikamhawu, Via Afrika, 1994
- Indida Yamancasakazi, 1995
- Amalokotho Kanomkhubulwane, 1996
- Umzwilili wama-Afrika, Kagiso, 1996
- Igudu lika Somcabeko, Van Schaik, 1997
- Echoes from the Mountain. New and Selected Poems by Mazisi Kunene, Malthouse Press, 2007